# St.-Stanislaus-Kathedrale
Die St.-Stanislaus-Kathedrale (englisch St. Stanislaus Cathedral Church) in Keetmanshoop ist seit 1956 die römisch-katholische Kathedrale des Bistums Keetmanshoop in Namibia.
Die Kathedrale steht unter dem Patronat des hl. Stanislaus Kostka.

## Geschichte
Nachdem Messen für die 116 Katholiken in Keetmanshoop um 1912 in einem Wohnhaus abgehalten wurden, begannen im Juni 1913 die Planungen für den Bau einer Kapelle. Diese wurde am 4. Januar 1914 benediziert. Vier Tage später wurde die Pfarrei Sankt Stanislaus gegründet. Nach den Wirren des Ersten Weltkrieges nahm die Gemeinde erst 1942 die Planungen zum Bau einer Kathedrale wieder auf. Zu der Zeit galt Keetmanshoop als einziges Bistum im Südlichen Afrika in der es einen Bischof, jedoch keine Kathedrale gab.
Der Grundstein für das heutige Kirchengebäude wurde am 13. Mai 1954 gelegt. Bereits am 17. Juni desselben Jahres wurde der Altar in der Krypta geweiht. Im Februar 1955 wurde die Statue Unserer Lieben Frau von Fátima im Kirchturm aufgestellt.
Am 20. Juni 1956 wurde die Kathedrale von Bischof Esser geweiht. Acht Jahre später im Mai 1964 erhielt die Kathedrale ihr Altarkreuz, hergestellt vom österreichischen Künstler Josef Furthner.